# Guerre de Grenade
Guerre de Grenade
Batailles
- Covadonga (722)
- Burbia (791)
- Lutos (794)
- Barcelone  (801)
- Clavijo (844)
- San Esteban de Gormaz  (917)
- Simancas (939)
- Barcelone (985)
- Torà (1006)
- Barbastro (1064)
- Sagrajas (1086)
- Alcoraz (1096)
- Bairén (1097)
- Consuegra (1097)
- Uclès (1108)
- Croisade norvégienne (1108-1109)
- Valtierra (1110)
- Congost de Martorell (1114)
- Cutanda (1120)
- Fraga (1134)
- Oreja (1139)
- Ourique (1139)
- Coria  (1142)
- Santarém  (1147)
- Lisbonne  (1147)
- Santarém  (1184)
- Alarcos (1195)
- Al-Damus  (1210)
- Las Navas de Tolosa (1212)
- Majorque  (1229)
- Jerez (1231)
- Puig de Cebolla (1237)
- Séville (1247-1248)
- Salé (1260)
- Révolte mudéjar  (1264-1266)
- Écija (1275)
- Algésiras  (1278-1279)
- Moclín  (1280)
- Gibraltar  (1309)
- Gibraltar  (1315)
- Gibraltar  (1333)
- Tarifa / Río Salado (1340)
- Algésiras  (1342-1344)
- Gibraltar  (1349-1350)
- Gibraltar  (1411)
- Ceuta (1415)
- La Higueruela (1431)
- Campagne de Grenade (1482-1492) : Lucena - Grenade

La guerre de Grenade est un conflit, en plusieurs phases, qui opposa de 1482 à la fin de l'année 1491 les royaumes d'Aragon et de Castille à celui de Grenade. Cette guerre mit fin à la présence musulmane (en tant qu'entité politique indépendante) en Espagne, l'année cruciale pour les Rois catholiques.

## Les belligérants

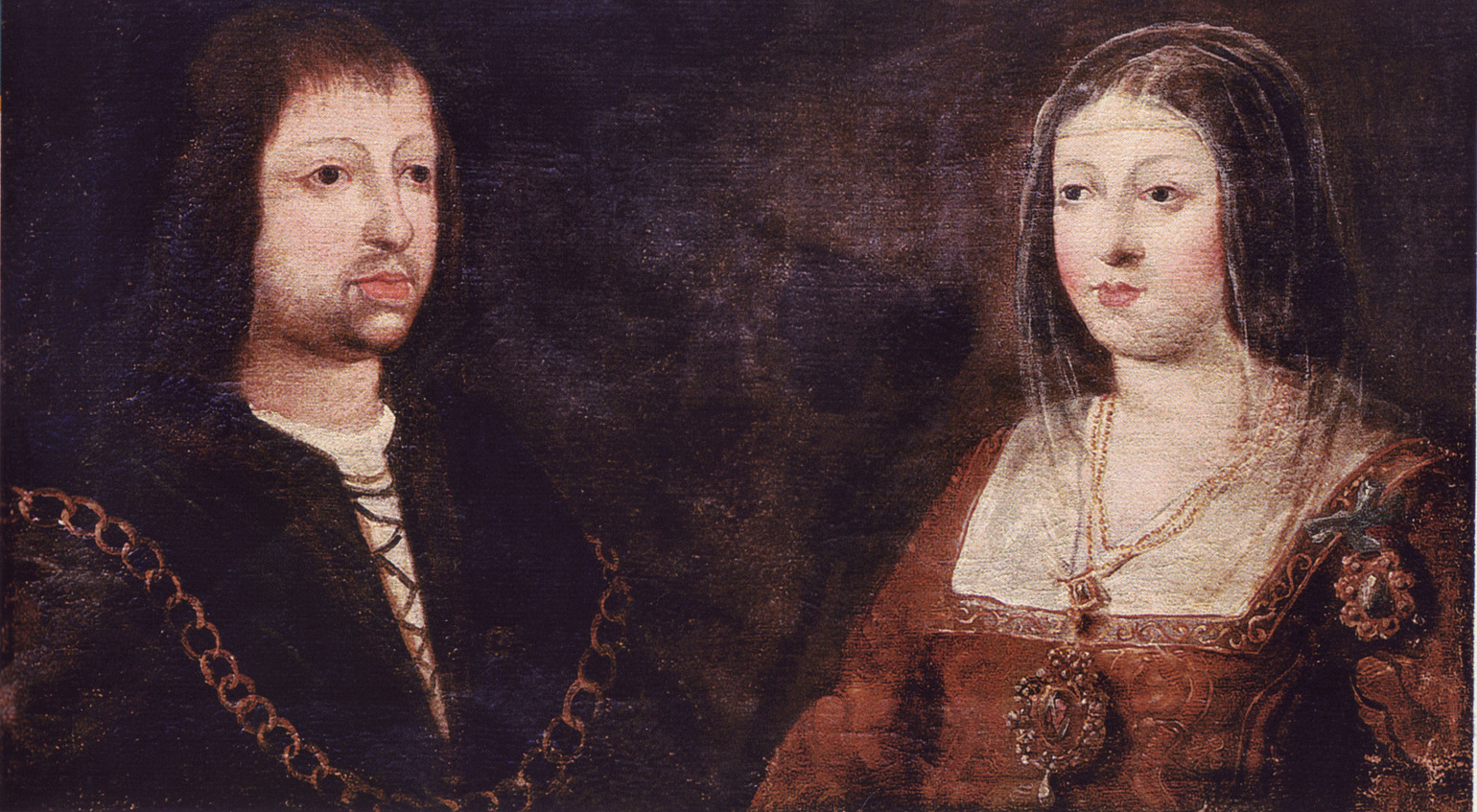
Portrait du roi Ferdinand d'Aragon et de la reine Isabelle de Castille - XVe siècle

### Les royaumes chrétiens
Ces deux royaumes sont gouvernés par Isabella de Castilla et Ferdinand d’Aragon, futurs Rois catholiques (ce titre ne leur est attribué qu'en 1496). Ils se marient en 1469. En 1475, le roi Henri IV de Castille, frère d’Isabelle, meurt en laissant une fille soupçonnée d’illégitimité. Un conflit de succession s’ensuit, dont Isabelle sort victorieuse en 1479 ; mais la noblesse, tant parmi les anciens partisans de la fille d’Henri IV que parmi les partisans d’Isabelle, est mécontente d’être laissée à l’écart du pouvoir et reste agitée. Entretemps, Ferdinand a succédé à son père en 1479.[réf. nécessaire]
Afin de consolider leur pouvoir et l’unification des royaumes, les Rois catholiques décident de lancer leur noblesse et de fédérer leurs peuples dans une entreprise destinée à mettre un terme final à la Reconquista. Les nobles y voient une occasion de se distinguer et de se faire attribuer des nouvelles terres et des honneurs.[réf. nécessaire]

### Le royaume de Grenade
L'émirat de Grenade se maintient depuis deux siècles et ne survit qu’en raison de l’hostilité existant entre les royaumes chrétiens d’Espagne.[réf. nécessaire] Il verse en outre d’importants tributs au royaume de Castille en garantie de la paix, ce qui n’exclut pas de nombreuses escarmouches frontalières.[réf. nécessaire] Les États musulmans d’Afrique du Nord ne disposent alors pas des moyens militaires pour maintenir l'indépendance de l’émirat de Grenade, à l’exception de l’Égypte mamelouk, dont les dirigeants sont plus préoccupés par l’expansion de l’Empire ottoman.[réf. nécessaire]
La démographie du royaume ne permet également pas d'importantes levées de troupes, contrairement à l’Aragon et à la Castille, et son artillerie, élément déterminant pendant cette guerre, est nettement moins développée que celle de ses ennemis.[réf. nécessaire] Depuis les années 1410, l’émirat est en proie aux luttes intestines.[réf. nécessaire]

## Le déroulement de la guerre

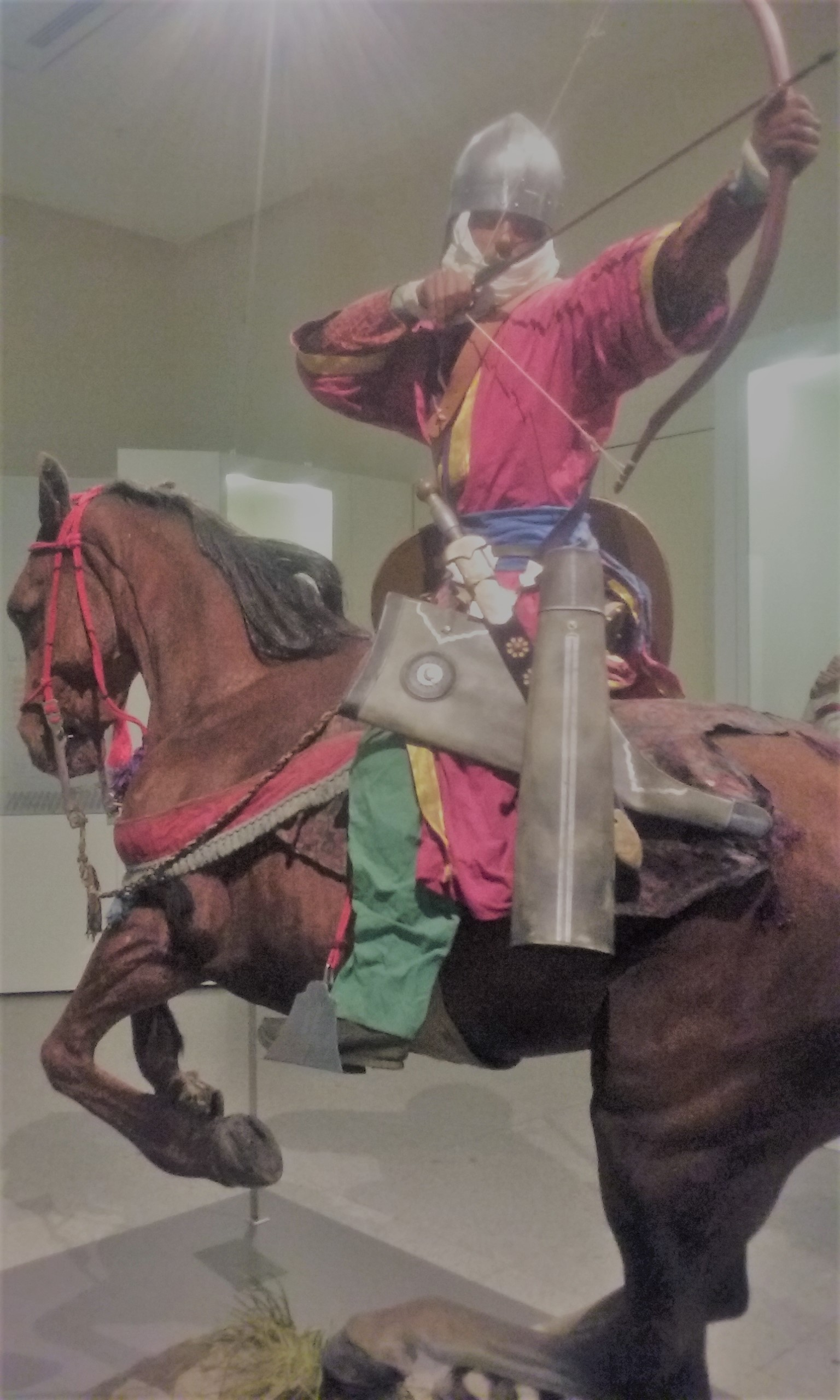
Archer à cheval nasride de la guerre de Grenade.

On peut décomposer la guerre de Grenade en quatre phases :

### Première phase (1482-1484)
Cette première phase se fait sous le signe de l'improvisation. Mal préparée, sans tactique réellement mise au point et ayant sous-évalué les difficultés, l'armée chrétienne subit plusieurs revers et des échecs. Le point fort de cette phase est le siège de Loja en 1482. Trop bien défendue, la ville résiste aux assauts et les pertes sont nombreuses, si bien que Ferdinand doit abandonner le siège au bout de quatre jours. La barre n'est redressée qu'à l'automne 1483, avec la prise de Zahara et le maintien des chrétiens à Alhama.[réf. nécessaire]

### Seconde phase (1485-1487)
Mieux préparée et équipée, l'armée catholique remporte plus de succès. Elle prend Ronda au bout d'un siège de quinze jours, la Vega de Grenade[Quoi ?], Loja et Malaga. Les moyens utilisés pour les prises des villes sont l'artillerie, mais aussi la trahison par un certain nombre de Maures. À la fin de cette phase, toute la partie occidentale du royaume est conquise. La chute du port de Malaga coupe les relations du royaume avec l'Afrique du Nord.[réf. nécessaire]

### Troisième phase (1488-1489)
Cette troisième phase voit la conquête de la majeure partie du royaume. La campagne de 1489 est la plus dure de la guerre, avec le siège de Baza qui dure six mois. Zagal, l'oncle de Boabdil et son concurrent, vaincu, quitte l'Espagne et se réfugie près du roi de Fez.[réf. nécessaire]

### Quatrième phase (1490- 2 janvier 1492)

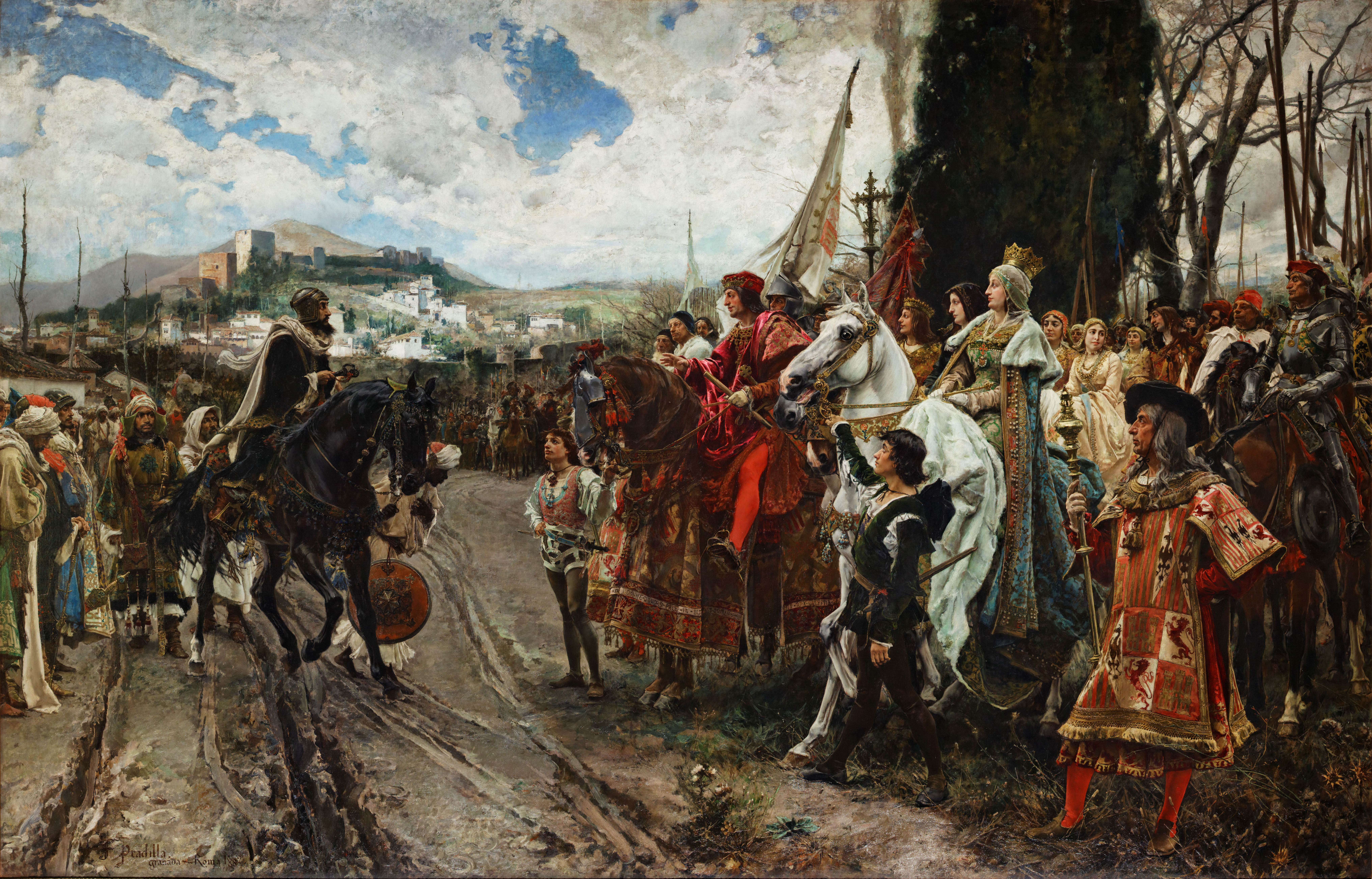
Le départ de Boabdil.

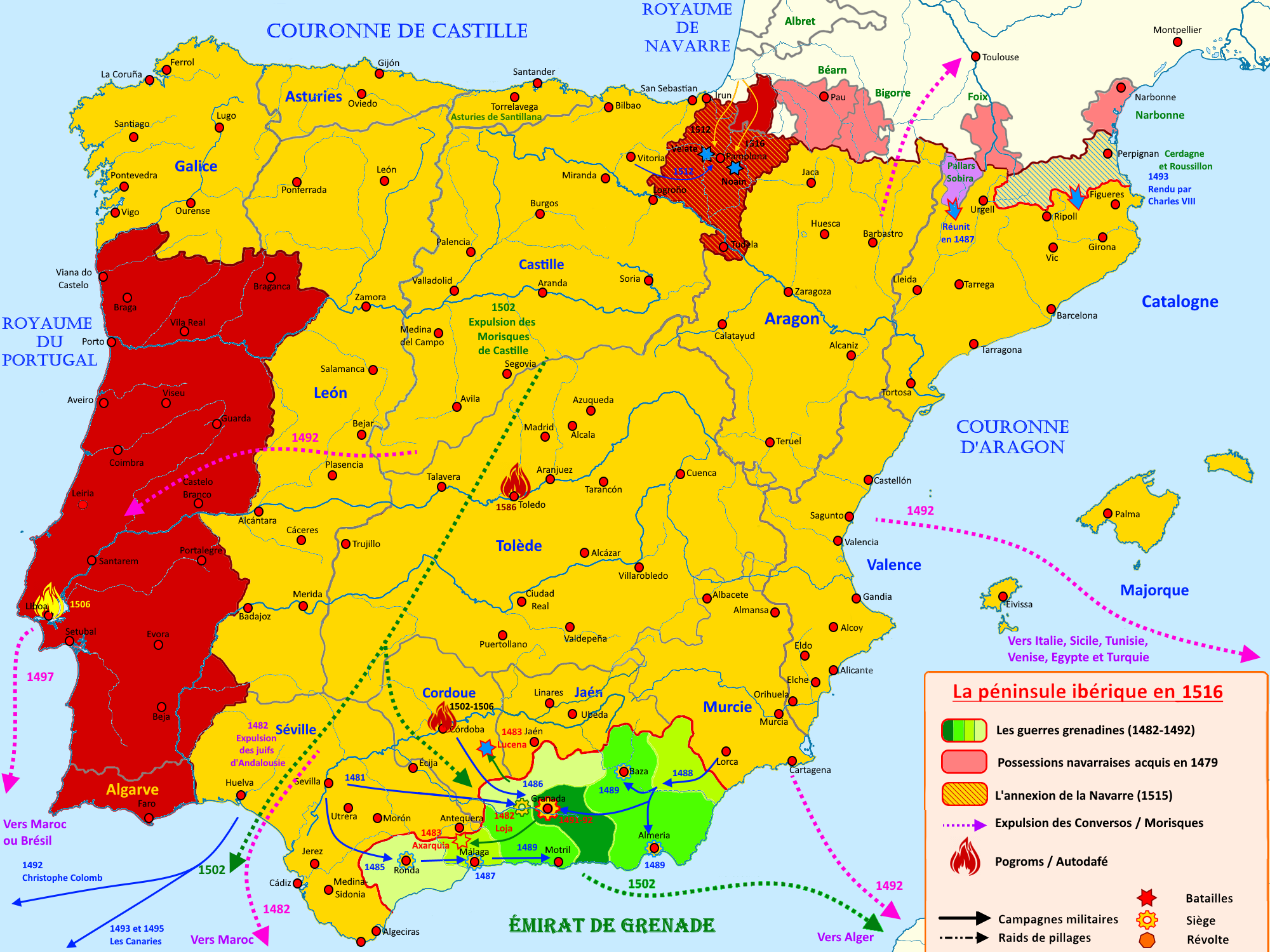
La fin de la Reconquista en 1492

Au début de 1490, seule la ville et les alentours immédiats de Grenade restent aux mains des musulmans. Boabdil s'est engagé personnellement après la défaite de Zagal à la livrer aux Rois catholiques, mais, redoutant les réactions des habitants, il fait traîner les choses.[réf. nécessaire]
Après de vaines discussions au cours de l'année 1490, un armée part de Séville le 11 avril 1491. Le siège commence le 9 juin, en même temps qu'est construit le camp de Santa Fe.[réf. nécessaire]
Grenade tient bon, mais des conciliabules entre souverains ont lieu en secret. Les accords signés le 25 novembre 1491 laissent à Boabdil et à ses soldats jusqu'au 2 janvier 1492 pour évacuer Grenade.[réf. nécessaire]

## Les conséquences de la guerre

Bannière des Tercios.

Cette guerre marque la fin de la présence musulmane en Espagne en tant que puissance étatique. Malgré les traités garantissant les droits des musulmans, ceux-ci sont expulsés des villes dès 1498. Boabdil, qui avait eu le droit de conserver un fief en Espagne, doit le quitter et se réfugier en Afrique. Des opérations de conversions forcées suivent dans les campagnes (1526). Des révoltes (1568 pour la plus importante) rythment la vie de ces populations, et un édit de 1609 ordonne à tous les Maures d'Espagne de quitter le pays sous peine de mort.
Les Rois catholiques amorcent ensuite une expansion sur la rive africaine du détroit de Gibraltar : sont ainsi prises les villes de Melilla (1497), Mers el-Kébir (1505) et Oran (1509). Mais l'expansion s'y arrête rapidement, car autant la noblesse adhère au projet de protéger l'Espagne en contrôlant le Nord du Maghreb, autant elle se montre réticente à s'engager dans la conquête du Maghreb pour rejoindre le royaume de Sicile.
Enfin, Christophe Colomb participe au siège de Grenade. Son projet d'expédition maritime avait déjà été refusé par la Couronne. Dans l'euphorie de la victoire, l'autorisation et le financement de l'expédition lui sont accordés.

### Sources
- Joseph Pérez, Isabelle et Ferdinand, Rois Catholiques d'Espagne, Paris, Librairie Arthème Fayard, 1988 (réimpr. 1988), 486 p. (ISBN 2-213-02110-4).
- André Clot, L’Espagne musulmane (VIIIe~XVe siècle), Paris, Perrin, 1999 (réimpr. 1999), 429 p. [détail des éditions] (ISBN 2-262-01425-6).